# العروسييين (اكفاي)
العروسييين هي إحدى مشيخات المملكة المغربية، تتبع جغرافيا لعمالة مراكش وإداريًا لاكفاي. يقدر عدد سكانها بـ 968 نسمة حسب الإحصاء الرسمي للسكان والسكنى لسنة 2004.